# Luigi Pasetti
Luigi Pasetti (Francolino, Provincia de Ferrara, Italia, 9 de septiembre de 1945) es un exfutbolista y director técnico italiano. Se desempeñaba en la posición de defensa.

## Clubes

### Como futbolista
| Club              | País   | Año         |
| ----------------- | ------ | ----------- |
| Ars et Labor 1907 | Italia | 1963 - 1968 |
| Juventus F. C.    | Italia | 1968 - 1969 |
| U. S. Palermo     | Italia | 1969 - 1974 |
| Piacenza Calcio   | Italia | 1974 - 1976 |
| U. S. Adriese     | Italia | 1976 - 1980 |

### Como entrenador
| Club              | País   | Año         |
| ----------------- | ------ | ----------- |
| U. S. Adriese     | Italia | 1981 - 1982 |
| Ars et Labor 1907 | Italia | 1991        |

## Palmarés

### Campeonatos nacionales
| Título  | Club            | País   | Año     |
| ------- | --------------- | ------ | ------- |
| Serie C | Piacenza Calcio | Italia | 1974-75 |
| Serie D | U. S. Adriese   | Italia | 1977-78 |